# Geografia di Cipro
Cipro sorge all'estremo limite orientale del Mediterraneo, a soli 65 chilometri dalla costa anatolica e a 86 da quella siriana, quasi minuscolo frammento sbalzato dalla massa montagnosa del Tauro tra l'Asia e l'Africa. La natura geologica e la composizione mineralogica delle rocce che formano le sue catene montuose e l'ampia pianura intermedia ci dicono chiaramente che Cipro è un lembo d'Asia separato dalla terraferma da un braccio di mare alla fine dell'era terziaria. 
Cipro è la terza isola del Mediterraneo per superficie, dopo Sicilia e Sardegna, e misura 9.251 km² con una larghezza massima di 82 km e una lunghezza di 195. La popolazione attuale dell'isola si aggira su 1.172.458 abitanti.
Il nome di Cipro (in greco Kýpros, in turco Kıbrıs) le deriverebbe secondo alcuni dai minerali di rame (in latino cuprum) per cui l'isola andò famosa in ogni tempo. Secondo altri fu il minerale a prendere il nome dall'isola, in cui veniva estratto in abbondanza. Altri vorrebbero che il nome le provenisse dalla pianta unguentosa, che cresce nell'isola e in ebraico viene denominata «kopher» (Lawsonia inermis, Linn.). Vi è, infine, chi le attribuisce il nome dai cipressi, un tempo diffusissimi nell'isola.

## Morfologia

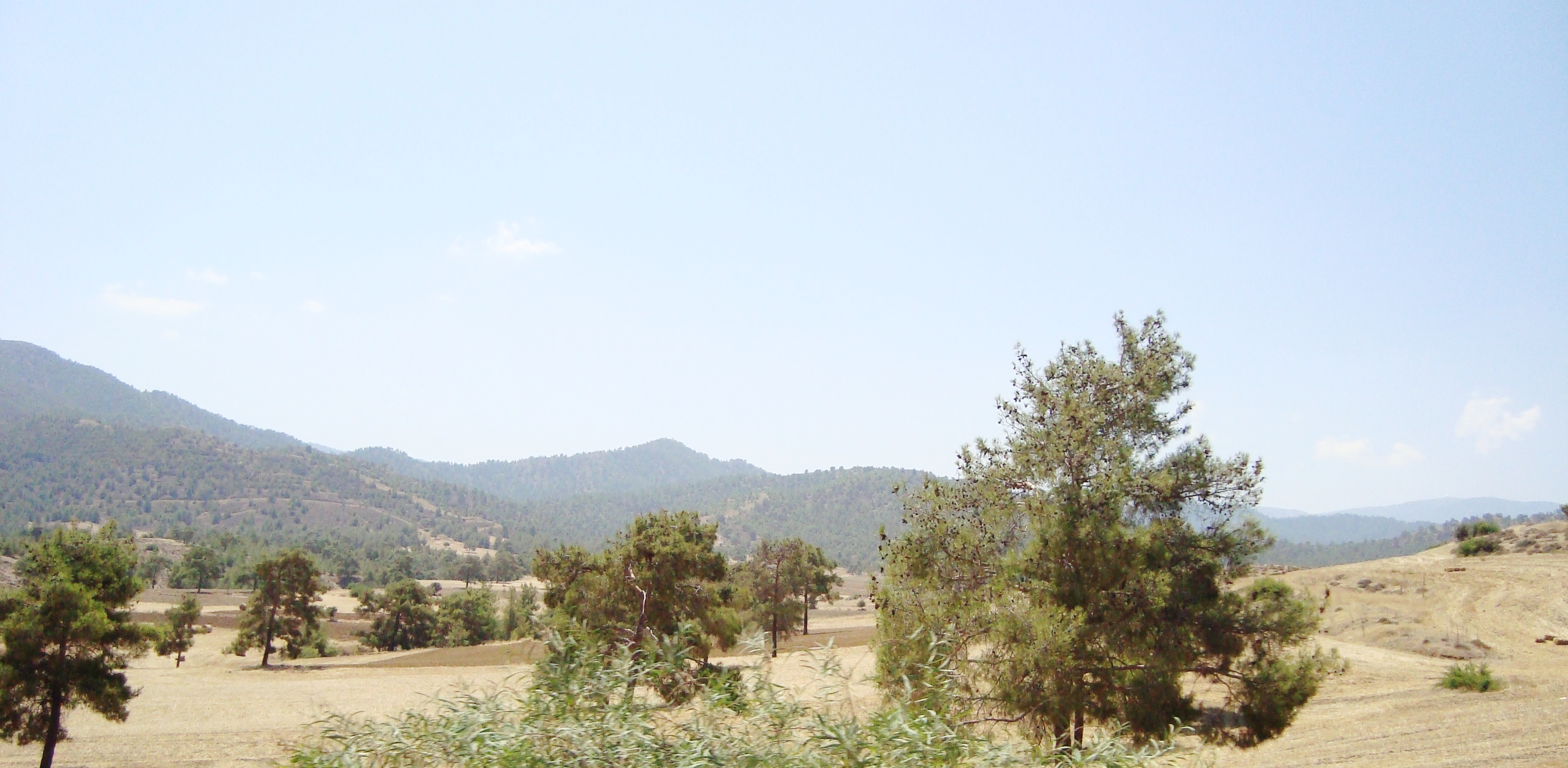
Campagna cipriota con, sullo sfondo, il massiccio del Tróodos

Tre distinti elementi morfologici caratterizzano il paesaggio di Cipro: due catene montuose separate da una pianura intermedia. L'occhio esperto del geologo ravvisa immediatamente nei rilievi di Cipro la prosecuzione dei monti della vicina Asia, che il mare ha diviso in epoca relativamente recente. Le pieghe di formazione, la serie stratigrafica, i fossili racchiusi nella roccia, la direzione e l'immersione degli strati, la natura stessa delle rocce e la loro composizione mineralogica non lasciano dubbi sulla contemporaneità delle formazioni.
La catena settentrionale, che dalla baia di Morfou si snoda fino al Capo di Sant'Antonio, raggiunge la sua massima altezza nel monte Akromandra (1019 m) ed è costituita da calcari dell'era terziaria. Essa si presenta arida, con fianchi ripidi, nudi e con accentuato carsismo. Il nome di catena dei monti di Kérynia le deriva dalla località più importante, la pittoresca cittadina di Kérynia. A nordest essa si prolunga abbassandosi progressivamente nella lunga e stretta penisola di Kárpasos, lasciando intuire il collegamento con i monti Amanos, situati nella regione del Hatay della Turchia meridionale.
La catena meridionale è formata dai monti dell'Olimpo di Cipro, che con il massiccio del monte Tróodos raggiungono la quota più alta dell'isola, 1953 m. Essa consta essenzialmente di rocce eruttive antiche, che il tempo ha modellato facendo assumere alle cime forme cupoleggianti, qua e là ancora verdi di pini. I fianchi presentano profonde erosioni, che le acque selvagge e gli altri elementi esogeni rinnovano nel tempo. A sud essa si continua con un tavolato di calcari e marne, che affacciandosi al mare fanno assumere alla costa un aspetto uniforme e monotono.
Tra le due catene marginali s'interpone la vasta pianura di Messaria o Mesoria, costituita da calcari, arenarie, sabbie ploceniche e quaternarie, percorsa dai due maggiori fiumi dell'isola, lo Yaliás (Gyalas) e il Pedéos, che sfociano nella baia di Famagosta e forniscono acqua per l'irrigazione. Il suolo della pianura è coperto da una spessa coltre di humus che lo rende fertile, e perciò particolarmente coltivato. La Messaria, infatti, è la zona che eccelle su ogni altra dal punto di vista agricolo, abitata da popolazione particolarmente attiva, sparsa nelle campagne o raggruppata in villaggi. In posizione centrale, nel cuore della Messaria sorge il principale centro dell'isola: Nicosia.

## Coste

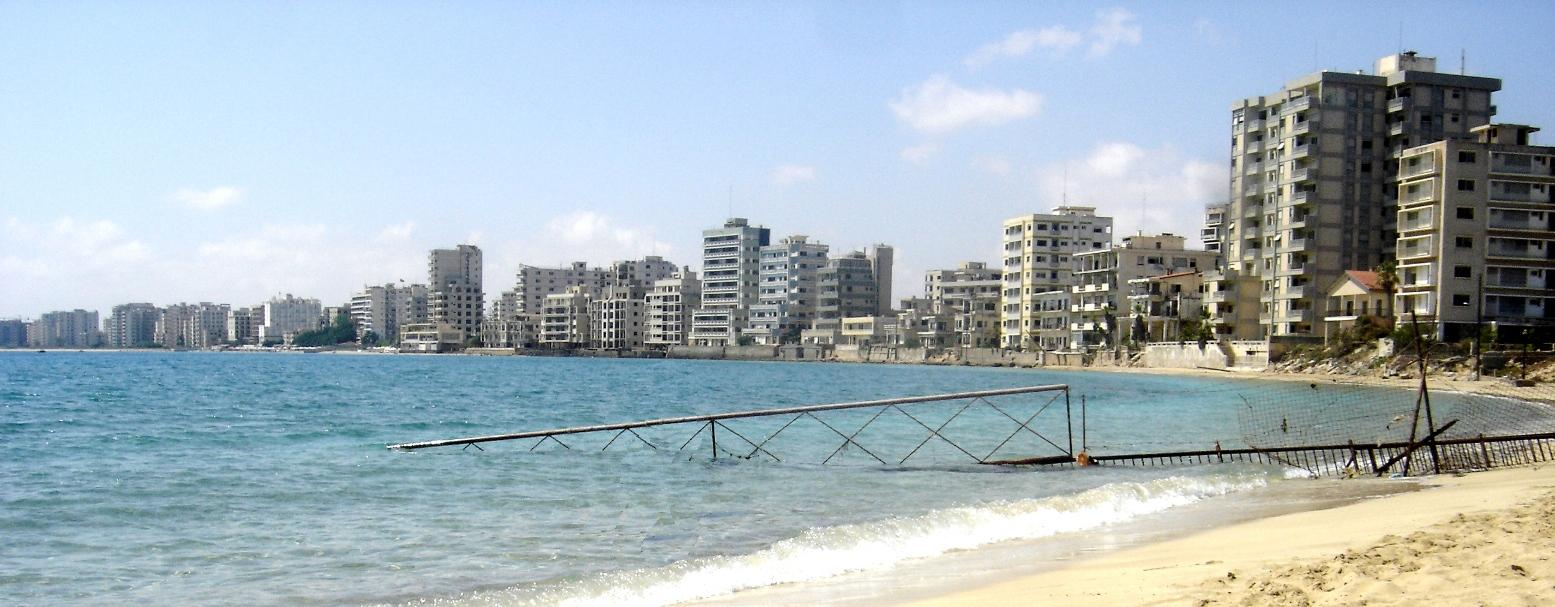
La baia di Famagosta.

La zona settentrionale, che è la più pittoresca di tutta l'isola, presenta una costa sinuosa che si snoda dal Capo di Arnáuti fino al Capo di Sant'Andrea, estremo limite orientale della penisola di Kárpasos. Le due baie di Chrysokhou e di Mórfou, ridenti e soleggiate, facilitano la penetrazione verso l'interno. La striscia di terra che dai monti di Kérynia digrada verso il mare forma una breve cimosa litoranea, coltivata dagli abitanti raggruppati in tranquilli villaggi, sparsi tra gli oliveti, gli orti e i pascoli. Tutta fiorita e soleggiata, con i suoi vecchi castelli, tra cui bellissimo quello medievale di Kérynia, questa fascia litoranea esercita un'attrattiva turistica notevole.
Le coste occidentali e meridionali sono dominate dal massiccio del Tróodos. Se il litorale occidentale è piuttosto diritto e uniforme, quello meridionale è, invece, frastagliato e presenta due penisolette, quella di Capo Gáta e quella di Capo Greco. La prima è una formazione analoga a quella del Monte Argentario lungo le coste della Toscana: è originata, infatti, da un monte, l'Akrotíri, separato dal gruppo dell'Olimpo mediante un avvallamento lagunare. Con la sua prominenza essa forma la baia di Episkopi, a ovest, e quella di Akrotíri o di Lemessós ad est. Il Capo Greco, ultima propaggine dell'Olimpo verso est, delimita la baia di Lárnaca, a ovest, e quella amplissima di Famagosta, a nord.

## Idrografia
L'idrografia di Cipro ha scarsa importanza perché i corsi d'acqua hanno regime torrentizio e molti di essi, dopo un breve percorso, si perdono nelle sabbie. È necessario tuttavia ricordare lo Yalias e il Pedéos che hanno un percorso più lungo e, dopo essere scesi dal versante interno dei monti dell'Olimpo, attraversano la Messaria per poi andare a sfociare nel golfo di Famagosta. La loro importanza è dovuta al fatto che le loro acque vengono utilizzate per l'irrigazione negli impianti di Achyrítu e Kúklia.

## Clima
Il clima dell'isola è mediterraneo secco, con inverni miti ed estati molto calde specie nella Mesaria, che risente dei venti asciutti di sud est, e presenta un'escursione annua (18 °C a Nicosia) più elevata di quella che ci si aspetterebbe in rapporto alla sua posizione geografica. Le piogge sono scarse (meno di 350 mm nell'interno, 450-500 nelle regioni costiere) ed esclusivamente invernali. Le estati sono lunghe e aride. Nella stagione estiva tutti i fiumi sono secchi; la siccità rappresenta perciò un notevole pericolo, nonostante che in questi ultimi anni sia stato attenuato, facendo ricorso alla costruzione di grandi serbatoi idrici.

## Flora e fauna
La vegetazione di Cipro è di tipo mediterraneo molto simile a quella del litorale siriaco e anatolico. In primavera, dopo le piogge invernali, l'isola si copre di fiori. Di parecchi prodotti, tratti dalla singolare flora dell'isola, nei tempi antichi si faceva vivace commercio: così dal Laudanum (Cistus creticus) si avevano sostanze con virtù curative, dal terebinto il ricercato profumo. La zona montana, che solo mezzo secolo fa era interamente nuda e in preda all'erosione delle acque selvagge, in seguito all'opera di rimboschimento per il quale è stato creato un ufficio speciale, è di nuovo ricoperta da boschi di pini e cipressi per i quali Cipro fu tanto famosa nell'età greca. Nelle valli prosperano il noce e il platano, la vite e l'olivo. Queste due ultime piante sono coltivate anche lungo i litorali.
Poco o nulla rimane della fauna selvatica dell'isola; soltanto il muflone vive libero sui monti, ma anch'esso si fa sempre più raro.

## Fonti e bibliografia
- (EN) CIA Factbook, su cia.gov. URL consultato il 26 maggio 2015 (archiviato dall'url originale il 26 dicembre 2018).